# WTA Tour 2023
WTA Tour 2023 – sezon profesjonalnych żeńskich turniejów tenisowych organizowanych przez Women’s Tennis Association w 2023 roku. WTA Tour 2023 obejmował turnieje wielkoszlemowe (organizowane przez Międzynarodową Federację Tenisową), turnieje rangi WTA 1000, WTA 500, WTA 250, drużynowe zawody United Cup (organizowane wspólnie przez WTA i ATP) oraz Pucharu Billie Jean King (organizowane przez ITF), kończące sezon zawody WTA Finals i WTA Elite Trophy. Była to 53. edycja rozgrywek.
W związku z inwazją Rosji na Ukrainę federacje tenisowe z Rosji i Białorusi zostały zawieszone i wycofane ze wszystkich międzynarodowych rozgrywek drużynowych, a zawodniczki i zawodnicy z Rosji i Białorusi nie mogą startować pod flagą i nazwą swojego państwa.

## Kalendarz turniejów
| Wielki Szlem              |
| WTA Championships         |
| WTA 1000 (obowiązkowe)    |
| WTA 1000 (nieobowiązkowe) |
| WTA 500                   |
| WTA 250                   |
| zawody drużynowe          |

### Styczeń
| Tydzień | Data        | Turniej                                          | Zwyciężczynie                         | Wynik          | Finalistki                               | Półfinalistki                        | Ćwierćfinalistki                                                             |
| ------- | ----------- | ------------------------------------------------ | ------------------------------------- | -------------- | ---------------------------------------- | ------------------------------------ | ---------------------------------------------------------------------------- |
| 1.      | 29 grudnia  | United Cup Brisbane, Perth, Sydney Twarda        | Stany Zjednoczone                     | 4–0            | Włochy                                   | Grecja · Polska                      |                                                                              |
| 1.      | 1 stycznia  | Adelaide International 1 Adelaide WTA 500 Twarda | Aryna Sabalenka                       | 6:3, 7:6(4)    | Linda Nosková                            | Irina-Camelia Begu Uns Dżabir        | Wiktoryja Azaranka Marta Kostiuk Wieronika Kudiermietowa Markéta Vondroušová |
| 1.      | 1 stycznia  | Adelaide International 1 Adelaide WTA 500 Twarda | Asia Muhammad Taylor Townsend         | 6:2, 7:6(2)    | Storm Hunter Kateřina Siniaková          | Irina-Camelia Begu Uns Dżabir        | Wiktoryja Azaranka Marta Kostiuk Wieronika Kudiermietowa Markéta Vondroušová |
| 1.      | 2 stycznia  | ASB Classic Auckland WTA 250 Twarda              | Coco Gauff                            | 6:1, 6:1       | Rebeka Masarova                          | Ysaline Bonaventure Danka Kovinić    | Leylah Fernandez Viktória Hrunčáková Zhu Lin Karolína Muchová                |
| 1.      | 2 stycznia  | ASB Classic Auckland WTA 250 Twarda              | Miyu Katō Aldila Sutjiadi             | 1:6, 7:5, 10–4 | Leylah Fernandez Bethanie Mattek-Sands   | Ysaline Bonaventure Danka Kovinić    | Leylah Fernandez Viktória Hrunčáková Zhu Lin Karolína Muchová                |
| 2.      | 9 stycznia  | Adelaide International 2 Adelaide WTA 500 Twarda | Belinda Bencic                        | 6:0, 6:2       | Darja Kasatkina                          | Paula Badosa Wieronika Kudiermietowa | Danielle Collins Caroline Garcia Beatriz Haddad Maia Petra Kvitová           |
| 2.      | 9 stycznia  | Adelaide International 2 Adelaide WTA 500 Twarda | Luisa Stefani Taylor Townsend         | 7:5, 7:6(3)    | Anastasija Pawluczenkowa Jelena Rybakina | Paula Badosa Wieronika Kudiermietowa | Danielle Collins Caroline Garcia Beatriz Haddad Maia Petra Kvitová           |
| 2.      | 9 stycznia  | Hobart International Hobart WTA 250 Twarda       | Lauren Davis                          | 7:6(0), 6:2    | Elisabetta Cocciaretto                   | Anna Blinkowa Sofia Kenin            | Anhelina Kalinina Bernarda Pera Julija Putincewa Wang Xinyu                  |
| 2.      | 9 stycznia  | Hobart International Hobart WTA 250 Twarda       | Kirsten Flipkens Laura Siegemund      | 6:4, 7:5       | Viktorija Golubic Panna Udvardy          | Anna Blinkowa Sofia Kenin            | Anhelina Kalinina Bernarda Pera Julija Putincewa Wang Xinyu                  |
| 3.–4.   | 16 stycznia | Australian Open Melbourne Wielki Szlem Twarda    | Aryna Sabalenka                       | 4:6, 6:3, 6:4  | Jelena Rybakina                          | Wiktoryja Azaranka Magda Linette     | Jeļena Ostapenko Jessica Pegula Karolína Plíšková Donna Vekić                |
| 3.–4.   | 16 stycznia | Australian Open Melbourne Wielki Szlem Twarda    | Barbora Krejčíková Kateřina Siniaková | 6:4, 6:3       | Shūko Aoyama Ena Shibahara               | Wiktoryja Azaranka Magda Linette     | Jeļena Ostapenko Jessica Pegula Karolína Plíšková Donna Vekić                |
| 3.–4.   | 16 stycznia | Australian Open Melbourne Wielki Szlem Twarda    | Luisa Stefani Rafael Matos            | 7:6(2), 6:2    | Sania Mirza Rohan Bopanna                | Wiktoryja Azaranka Magda Linette     | Jeļena Ostapenko Jessica Pegula Karolína Plíšková Donna Vekić                |
| 5.      | 30 stycznia | Hua Hin Championships Hua Hin WTA 250 Twarda     | Zhu Lin                               | 6:4, 6:4       | Łesia Curenko                            | Bianca Andreescu Wang Xinyu          | Marta Kostiuk Tatjana Maria Heather Watson Tamara Zidanšek                   |
| 5.      | 30 stycznia | Hua Hin Championships Hua Hin WTA 250 Twarda     | Chan Hao-ching Wu Fang-hsien          | 6:1, 7:6(6)    | Wang Xinyu Zhu Lin                       | Bianca Andreescu Wang Xinyu          | Marta Kostiuk Tatjana Maria Heather Watson Tamara Zidanšek                   |
| 5.      | 30 stycznia | Lyon Open Lyon WTA 250 Twarda (hala)             | Alycia Parks                          | 7:6(7), 7:5    | Caroline Garcia                          | Camila Osorio Maryna Zanewśka        | Danka Kovinić Linda Nosková Jasmine Paolini Anastasija Potapowa              |
| 5.      | 30 stycznia | Lyon Open Lyon WTA 250 Twarda (hala)             | Cristina Bucșa Bibiane Schoofs        | 7:6(5), 6:3    | Olga Danilović Aleksandra Panowa         | Camila Osorio Maryna Zanewśka        | Danka Kovinić Linda Nosková Jasmine Paolini Anastasija Potapowa              |

### Luty
| Tydzień | Data      | Turniej                                          | Zwyciężczynie                               | Wynik             | Finalistki                                | Półfinalistki                        | Ćwierćfinalistki                                                          |
| ------- | --------- | ------------------------------------------------ | ------------------------------------------- | ----------------- | ----------------------------------------- | ------------------------------------ | ------------------------------------------------------------------------- |
| 6.      | 6 lutego  | Abu Dhabi Open Abu Zabi WTA 500 Twarda           | Belinda Bencic                              | 1:6, 7:6(8), 6:4  | Ludmiła Samsonowa                         | Beatriz Haddad Maia Zheng Qinwen     | Darja Kasatkina Wieronika Kudiermietowa Shelby Rogers Jelena Rybakina     |
| 6.      | 6 lutego  | Abu Dhabi Open Abu Zabi WTA 500 Twarda           | Luisa Stefani Zhang Shuai                   | 3:6, 6:2, 10–8    | Shūko Aoyama Chan Hao-ching               | Beatriz Haddad Maia Zheng Qinwen     | Darja Kasatkina Wieronika Kudiermietowa Shelby Rogers Jelena Rybakina     |
| 6.      | 6 lutego  | Ladies Linz Linz WTA 250 Twarda (hala)           | Anastasija Potapowa                         | 6:3, 6:1          | Petra Martić                              | Maria Sakari Markéta Vondroušová     | Anna-Lena Friedsam Dalma Gálfi Clara Tauson Donna Vekić                   |
| 6.      | 6 lutego  | Ladies Linz Linz WTA 250 Twarda (hala)           | Nateła Dzałamidze Viktória Hrunčáková       | 4:6, 7:5, 12–10   | Anna-Lena Friedsam Nadija Kiczenok        | Maria Sakari Markéta Vondroušová     | Anna-Lena Friedsam Dalma Gálfi Clara Tauson Donna Vekić                   |
| 7.      | 13 lutego | Qatar Ladies Open Doha WTA 500 Twarda            | Iga Świątek                                 | 6:3, 6:0          | Jessica Pegula                            | Wieronika Kudiermietowa Maria Sakari | Belinda Bencic Caroline Garcia Coco Gauff Beatriz Haddad Maia             |
| 7.      | 13 lutego | Qatar Ladies Open Doha WTA 500 Twarda            | Coco Gauff Jessica Pegula                   | 6:4, 2:6, 10–7    | Ludmyła Kiczenok Jeļena Ostapenko         | Wieronika Kudiermietowa Maria Sakari | Belinda Bencic Caroline Garcia Coco Gauff Beatriz Haddad Maia             |
| 8.      | 19 lutego | Dubai Tennis Championships Dubaj WTA 1000 Twarda | Barbora Krejčíková                          | 6:4, 6:2          | Iga Świątek                               | Coco Gauff Jessica Pegula            | Madison Keys Karolína Muchová Karolína Plíšková Aryna Sabalenka           |
| 8.      | 19 lutego | Dubai Tennis Championships Dubaj WTA 1000 Twarda | Wieronika Kudiermietowa Ludmiła Samsonowa   | 6:4, 6:7(4), 10–1 | Chan Hao-ching Latisha Chan               | Coco Gauff Jessica Pegula            | Madison Keys Karolína Muchová Karolína Plíšková Aryna Sabalenka           |
| 8.      | 20 lutego | Merida Open Mérida WTA 250 Twarda                | Camila Giorgi                               | 7:6(3), 1:6, 6:2  | Rebecca Peterson                          | Catherine McNally Kateřina Siniaková | Kimberly Birrell Elisabetta Cocciaretto Magda Linette Sloane Stephens     |
| 8.      | 20 lutego | Merida Open Mérida WTA 250 Twarda                | Catherine McNally Diane Parry               | 6:0, 7:5          | Wang Xinyu Wu Fang-hsien                  | Catherine McNally Kateřina Siniaková | Kimberly Birrell Elisabetta Cocciaretto Magda Linette Sloane Stephens     |
| 9.      | 27 lutego | Monterrey Open Monterrey WTA 250 Twarda          | Donna Vekić                                 | 6:4, 3:6, 7:5     | Caroline Garcia                           | Elise Mertens Zhu Lin                | Ysaline Bonaventure Elisabetta Cocciaretto Caroline Dolehide Majar Szarif |
| 9.      | 27 lutego | Monterrey Open Monterrey WTA 250 Twarda          | Yuliana Lizarazo María Paulina Pérez García | 6:3, 5:7, 10–5    | Kimberly Birrell Fernanda Contreras Gómez | Elise Mertens Zhu Lin                | Ysaline Bonaventure Elisabetta Cocciaretto Caroline Dolehide Majar Szarif |
| 9.      | 27 lutego | ATX Open Austin WTA 250 Twarda                   | Marta Kostiuk                               | 6:3, 7:5          | Warwara Graczowa                          | Danielle Collins Katie Volynets      | Anna-Lena Friedsam Anna Kalinska Peyton Stearns Sloane Stephens           |
| 9.      | 27 lutego | ATX Open Austin WTA 250 Twarda                   | Erin Routliffe Aldila Sutjiadi              | 6:4, 3:6, 10–8    | Nicole Melichar-Martinez Ellen Perez      | Danielle Collins Katie Volynets      | Anna-Lena Friedsam Anna Kalinska Peyton Stearns Sloane Stephens           |

### Marzec
| Tydzień | Data     | Turniej                                           | Zwyciężczynie                         | Wynik             | Finalistki                          | Półfinalistki                 | Ćwierćfinalistki                                                              |
| ------- | -------- | ------------------------------------------------- | ------------------------------------- | ----------------- | ----------------------------------- | ----------------------------- | ----------------------------------------------------------------------------- |
| 10.–11. | 8 marca  | Indian Wells Masters Indian Wells WTA 1000 Twarda | Jelena Rybakina                       | 7:6(11), 6:4      | Aryna Sabalenka                     | Maria Sakari Iga Świątek      | Sorana Cîrstea Coco Gauff Petra Kvitová Karolína Muchová                      |
| 10.–11. | 8 marca  | Indian Wells Masters Indian Wells WTA 1000 Twarda | Barbora Krejčíková Kateřina Siniaková | 6:1, 6:7(3), 10–7 | Beatriz Haddad Maia Laura Siegemund | Maria Sakari Iga Świątek      | Sorana Cîrstea Coco Gauff Petra Kvitová Karolína Muchová                      |
| 12.–13. | 21 marca | Miami Open Miami WTA 1000 Twarda                  | Petra Kvitová                         | 7:6(14), 6:2      | Jelena Rybakina                     | Sorana Cîrstea Jessica Pegula | Jekatierina Aleksandrowa Anastasija Potapowa Aryna Sabalenka Martina Trevisan |
| 12.–13. | 21 marca | Miami Open Miami WTA 1000 Twarda                  | Coco Gauff Jessica Pegula             | 7:6(6), 6:2       | Leylah Fernandez Taylor Townsend    | Sorana Cîrstea Jessica Pegula | Jekatierina Aleksandrowa Anastasija Potapowa Aryna Sabalenka Martina Trevisan |

### Kwiecień
| Tydzień | Data        | Turniej                                                    | Zwyciężczynie | Wynik | Finalistki | Półfinalistki                                                                  | Ćwierćfinalistki                                                               |
| ------- | ----------- | ---------------------------------------------------------- | --- | --- | --- | ------------------------------------------------------------------------------ | ------------------------------------------------------------------------------ |
| 14.     | 3 kwietnia  | Charleston Open Charleston WTA 500 Ceglana                 | Uns Dżabir | 7:6(6), 6:4 | Belinda Bencic | Darja Kasatkina Jessica Pegula                                                 | Jekatierina Aleksandrowa Paula Badosa Anna Kalinska Madison Keys               |
| 14.     | 3 kwietnia  | Charleston Open Charleston WTA 500 Ceglana                 | Danielle Collins Desirae Krawczyk | 0:6, 6:4, 14–12 | Giuliana Olmos Ena Shibahara | Darja Kasatkina Jessica Pegula                                                 | Jekatierina Aleksandrowa Paula Badosa Anna Kalinska Madison Keys               |
| 14.     | 3 kwietnia  | Copa Colsanitas Bogota WTA 250 Ceglana                     | Tatjana Maria | 6:3, 2:6, 6:4 | Peyton Stearns | Francesca Jones Kamilla Rachimowa                                              | Nuria Brancaccio Laura Pigossi Sara Sorribes Tormo Tamara Zidanšek             |
| 14.     | 3 kwietnia  | Copa Colsanitas Bogota WTA 250 Ceglana                     | Irina Chromaczowa Iryna Szymanowicz | 6:1, 3:6, 10–6 | Oksana Kalasznikowa Katarzyna Piter | Francesca Jones Kamilla Rachimowa                                              | Nuria Brancaccio Laura Pigossi Sara Sorribes Tormo Tamara Zidanšek             |
| 15.     | 10 kwietnia | Runda kwalifikacyjna Pucharu Billie Jean King              | Wyniki rundy kwalifikacyjnej o awans do turnieju finałowego · Kazachstan – Polska 3–1 · Hiszpania – Meksyk 4–0 · Czechy – Ukraina 3–1 · Francja – Wielka Brytania 3–1 · Kanada – Belgia 3–2 · Stany Zjednoczone – Austria 4–0 · Włochy – Słowacja 3–2 · Niemcy – Brazylia 3–1 · Słowenia – Rumunia 3–2 | Wyniki rundy kwalifikacyjnej o awans do turnieju finałowego · Kazachstan – Polska 3–1 · Hiszpania – Meksyk 4–0 · Czechy – Ukraina 3–1 · Francja – Wielka Brytania 3–1 · Kanada – Belgia 3–2 · Stany Zjednoczone – Austria 4–0 · Włochy – Słowacja 3–2 · Niemcy – Brazylia 3–1 · Słowenia – Rumunia 3–2 | Wyniki rundy kwalifikacyjnej o awans do turnieju finałowego · Kazachstan – Polska 3–1 · Hiszpania – Meksyk 4–0 · Czechy – Ukraina 3–1 · Francja – Wielka Brytania 3–1 · Kanada – Belgia 3–2 · Stany Zjednoczone – Austria 4–0 · Włochy – Słowacja 3–2 · Niemcy – Brazylia 3–1 · Słowenia – Rumunia 3–2 |                                                                                |                                                                                |
| 16.     | 17 kwietnia | Porsche Tennis Grand Prix Stuttgart WTA 500 Ceglana (hala) | Iga Świątek | 6:3, 6:4 | Aryna Sabalenka | Uns Dżabir Anastasija Potapowa                                                 | Paula Badosa Caroline Garcia Beatriz Haddad Maia Karolína Plíšková             |
| 16.     | 17 kwietnia | Porsche Tennis Grand Prix Stuttgart WTA 500 Ceglana (hala) | Desirae Krawczyk Demi Schuurs | 6:4, 6:1 | Nicole Melichar-Martinez Giuliana Olmos | Uns Dżabir Anastasija Potapowa                                                 | Paula Badosa Caroline Garcia Beatriz Haddad Maia Karolína Plíšková             |
| 16.     | 17 kwietnia | Istanbul Cup Stambuł WTA 250 Ceglana                       | Turniej anulowano z powodu przeniesienia funduszy na pomoc po trzęsieniu ziemi | Turniej anulowano z powodu przeniesienia funduszy na pomoc po trzęsieniu ziemi | Turniej anulowano z powodu przeniesienia funduszy na pomoc po trzęsieniu ziemi | Turniej anulowano z powodu przeniesienia funduszy na pomoc po trzęsieniu ziemi | Turniej anulowano z powodu przeniesienia funduszy na pomoc po trzęsieniu ziemi |
| 17.–18. | 25 kwietnia | Madrid Open Madryt WTA 1000 Ceglana                        | Aryna Sabalenka | 6:3, 3:6, 6:3 | Iga Świątek | Wieronika Kudiermietowa Maria Sakari                                           | Irina-Camelia Begu Petra Martić Jessica Pegula Majar Szarif                    |
| 17.–18. | 25 kwietnia | Madrid Open Madryt WTA 1000 Ceglana                        | Wiktoryja Azaranka Beatriz Haddad Maia | 6:1, 6:4 | Coco Gauff Jessica Pegula | Wieronika Kudiermietowa Maria Sakari                                           | Irina-Camelia Begu Petra Martić Jessica Pegula Majar Szarif                    |

### Maj
| Tydzień | Data    | Turniej                                                | Zwyciężczynie                    | Wynik            | Finalistki                              | Półfinalistki                            | Ćwierćfinalistki                                                     |
| ------- | ------- | ------------------------------------------------------ | -------------------------------- | ---------------- | --------------------------------------- | ---------------------------------------- | -------------------------------------------------------------------- |
| 19.–20. | 8 maja  | Internazionali d’Italia Rzym WTA 1000 Ceglana          | Jelena Rybakina                  | 6:4, 1:0 krecz   | Anhelina Kalinina                       | Wieronika Kudiermietowa Jeļena Ostapenko | Paula Badosa Beatriz Haddad Maia Zheng Qinwen Iga Świątek            |
| 19.–20. | 8 maja  | Internazionali d’Italia Rzym WTA 1000 Ceglana          | Storm Hunter Elise Mertens       | 6:4, 6:4         | Coco Gauff Jessica Pegula               | Wieronika Kudiermietowa Jeļena Ostapenko | Paula Badosa Beatriz Haddad Maia Zheng Qinwen Iga Świątek            |
| 21.     | 21 maja | Internationaux de Strasbourg Strasburg WTA 250 Ceglana | Elina Switolina                  | 6:2, 6:3         | Anna Blinkowa                           | Clara Burel Lauren Davis                 | Warwara Graczowa Emma Navarro Anastasija Pawluczenkowa Bernarda Pera |
| 21.     | 21 maja | Internationaux de Strasbourg Strasburg WTA 250 Ceglana | Xu Yifan Yang Zhaoxuan           | 6:3, 6:2         | Desirae Krawczyk Giuliana Olmos         | Clara Burel Lauren Davis                 | Warwara Graczowa Emma Navarro Anastasija Pawluczenkowa Bernarda Pera |
| 21.     | 21 maja | Morocco Open Rabat WTA 250 Ceglana                     | Lucia Bronzetti                  | 6:4, 5:7, 7:5    | Julia Grabher                           | Julia Riera Sloane Stephens              | Alycia Parks Julija Putincewa Peyton Stearns Martina Trevisan        |
| 21.     | 21 maja | Morocco Open Rabat WTA 250 Ceglana                     | Sabrina Santamaria Jana Sizikowa | 3:6, 6:1, 10–8   | Lidzija Marozawa Ingrid Gamarra Martins | Julia Riera Sloane Stephens              | Alycia Parks Julija Putincewa Peyton Stearns Martina Trevisan        |
| 22.–23. | 28 maja | French Open Paryż Wielki Szlem Ceglana                 | Iga Świątek                      | 6:2, 5:7, 6:4    | Karolína Muchová                        | Beatriz Haddad Maia Aryna Sabalenka      | Uns Dżabir Coco Gauff Anastasija Pawluczenkowa Elina Switolina       |
| 22.–23. | 28 maja | French Open Paryż Wielki Szlem Ceglana                 | Hsieh Su-wei Wang Xinyu          | 1:6, 7:6(5), 6:1 | Leylah Fernandez Taylor Townsend        | Beatriz Haddad Maia Aryna Sabalenka      | Uns Dżabir Coco Gauff Anastasija Pawluczenkowa Elina Switolina       |
| 22.–23. | 28 maja | French Open Paryż Wielki Szlem Ceglana                 | Miyu Katō Tim Pütz               | 4:6, 6:4, 10–6   | Bianca Andreescu Michael Venus          | Beatriz Haddad Maia Aryna Sabalenka      | Uns Dżabir Coco Gauff Anastasija Pawluczenkowa Elina Switolina       |

### Czerwiec
| Tydzień | Data       | Turniej                                                     | Zwyciężczynie                           | Wynik             | Finalistki                             | Półfinalistki                            | Ćwierćfinalistki                                                            |
| ------- | ---------- | ----------------------------------------------------------- | --------------------------------------- | ----------------- | -------------------------------------- | ---------------------------------------- | --------------------------------------------------------------------------- |
| 24.     | 12 czerwca | Rosmalen Open ’s-Hertogenbosch WTA 250 Trawiasta            | Jekatierina Aleksandrowa                | 4:6, 6:4, 7:6(3)  | Wieronika Kudiermietowa                | Viktória Hrunčáková Alaksandra Sasnowicz | Emina Bektas Ashlyn Krueger Céline Naef Ludmiła Samsonowa                   |
| 24.     | 12 czerwca | Rosmalen Open ’s-Hertogenbosch WTA 250 Trawiasta            | Shūko Aoyama Ena Shibahara              | 6:3, 6:3          | Viktória Hrunčáková Tereza Mihalíková  | Viktória Hrunčáková Alaksandra Sasnowicz | Emina Bektas Ashlyn Krueger Céline Naef Ludmiła Samsonowa                   |
| 24.     | 12 czerwca | Nottingham Open Nottingham WTA 250 Trawiasta                | Katie Boulter                           | 6:3, 6:3          | Jodie Burrage                          | Alizé Cornet Heather Watson              | Harriet Dart Magdalena Fręch Viktorija Golubic Elizabeth Mandlik            |
| 24.     | 12 czerwca | Nottingham Open Nottingham WTA 250 Trawiasta                | Ulrikke Eikeri Ingrid Neel              | 7:6(6), 5:7, 10–8 | Harriet Dart Heather Watson            | Alizé Cornet Heather Watson              | Harriet Dart Magdalena Fręch Viktorija Golubic Elizabeth Mandlik            |
| 25.     | 19 czerwca | German Open Berlin WTA 500 Trawiasta                        | Petra Kvitová                           | 6:2, 7:6(6)       | Donna Vekić                            | Jekatierina Aleksandrowa Maria Sakari    | Elina Awanesian Caroline Garcia Wieronika Kudiermietowa Markéta Vondroušová |
| 25.     | 19 czerwca | German Open Berlin WTA 500 Trawiasta                        | Caroline Garcia Luisa Stefani           | 4:6, 7:6(8), 10–4 | Kateřina Siniaková Markéta Vondroušová | Jekatierina Aleksandrowa Maria Sakari    | Elina Awanesian Caroline Garcia Wieronika Kudiermietowa Markéta Vondroušová |
| 25.     | 19 czerwca | Birmingham Classic Birmingham WTA 250 Trawiasta             | Jeļena Ostapenko                        | 7:6(8), 6:4       | Barbora Krejčíková                     | Zhu Lin Anastasija Potapowa              | Harriet Dart Magdalena Fręch Linda Fruhvirtová Rebecca Marino               |
| 25.     | 19 czerwca | Birmingham Classic Birmingham WTA 250 Trawiasta             | Marta Kostiuk Barbora Krejčíková        | 6:2, 7:6(7)       | Storm Hunter Alycia Parks              | Zhu Lin Anastasija Potapowa              | Harriet Dart Magdalena Fręch Linda Fruhvirtová Rebecca Marino               |
| 26.     | 25 czerwca | Eastbourne International Eastbourne WTA 500 Trawiasta       | Madison Keys                            | 6:2 7:6(13)       | Darja Kasatkina                        | Coco Gauff Camila Giorgi                 | Darja Kasatkina Petra Martić Jeļena Ostapenko Jessica Pegula                |
| 26.     | 25 czerwca | Eastbourne International Eastbourne WTA 500 Trawiasta       | Desirae Krawczyk Demi Schuurs           | 6:2, 6:4          | Nicole Melichar-Martinez Ellen Perez   | Coco Gauff Camila Giorgi                 | Darja Kasatkina Petra Martić Jeļena Ostapenko Jessica Pegula                |
| 26.     | 25 czerwca | Bad Homburg Open Bad Homburg vor der Höhe WTA 250 Trawiasta | Kateřina Siniaková                      | 6:2, 7:6(5)       | Lucia Bronzetti                        | Emma Navarro Iga Świątek                 | Anna Blinkowa Warwara Graczowa Rebeka Masarova Ludmiła Samsonowa            |
| 26.     | 25 czerwca | Bad Homburg Open Bad Homburg vor der Höhe WTA 250 Trawiasta | Ingrid Gamarra Martins Lidzija Marozawa | 6:0, 7:6(3)       | Eri Hozumi Monica Niculescu            | Emma Navarro Iga Świątek                 | Anna Blinkowa Warwara Graczowa Rebeka Masarova Ludmiła Samsonowa            |

### Lipiec
| Tydzień | Data     | Turniej                                        | Zwyciężczynie                      | Wynik             | Finalistki                           | Półfinalistki                       | Ćwierćfinalistki                                                         |
| ------- | -------- | ---------------------------------------------- | ---------------------------------- | ----------------- | ------------------------------------ | ----------------------------------- | ------------------------------------------------------------------------ |
| 27.–28. | 3 lipca  | Wimbledon Londyn Wielki Szlem Trawiasta        | Markéta Vondroušová                | 6:4, 6:4          | Uns Dżabir                           | Aryna Sabalenka Elina Switolina     | Madison Keys Jessica Pegula Jelena Rybakina Iga Świątek                  |
| 27.–28. | 3 lipca  | Wimbledon Londyn Wielki Szlem Trawiasta        | Hsieh Su-wei Barbora Strýcová      | 7:5, 6:4          | Storm Hunter Elise Mertens           | Aryna Sabalenka Elina Switolina     | Madison Keys Jessica Pegula Jelena Rybakina Iga Świątek                  |
| 27.–28. | 3 lipca  | Wimbledon Londyn Wielki Szlem Trawiasta        | Ludmyła Kiczenok Mate Pavić        | 6:4, 6:7(9), 6:3  | Xu Yifan Joran Vliegen               | Aryna Sabalenka Elina Switolina     | Madison Keys Jessica Pegula Jelena Rybakina Iga Świątek                  |
| 29.     | 17 lipca | Puchar Hopmana Nicea Ceglana                   | Chorwacja                          | 2–0               | Szwajcaria                           |                                     |                                                                          |
| 29.     | 17 lipca | Palermo Open Palermo WTA 250 Ceglana           | Zheng Qinwen                       | 6:4, 1:6, 6:1     | Jasmine Paolini                      | Sara Sorribes Tormo Majar Szarif    | Clara Burel Darja Kasatkina Emma Navarro Camila Osorio                   |
| 29.     | 17 lipca | Palermo Open Palermo WTA 250 Ceglana           | Jana Sizikowa Kimberley Zimmermann | 6:2, 6:4          | Angelica Moratelli Camilla Rosatello | Sara Sorribes Tormo Majar Szarif    | Clara Burel Darja Kasatkina Emma Navarro Camila Osorio                   |
| 29.     | 17 lipca | Hungarian Grand Prix Budapeszt WTA 250 Ceglana | Marija Timofiejewa                 | 6:3, 3:6, 6:0     | Kateryna Baindl                      | Claire Liu Nadia Podoroska          | Elina Awanesian Kaja Juvan Anna Karolína Schmiedlová Fanny Stollár       |
| 29.     | 17 lipca | Hungarian Grand Prix Budapeszt WTA 250 Ceglana | Katarzyna Piter Fanny Stollár      | 6:2, 4:6, 10–4    | Jessie Aney Anna Siskova             | Claire Liu Nadia Podoroska          | Elina Awanesian Kaja Juvan Anna Karolína Schmiedlová Fanny Stollár       |
| 30.     | 23 lipca | Hamburg European Open Hamburg WTA 250 Ceglana  | Arantxa Rus                        | 6:0, 7:6(3)       | Noma Noha Akugue                     | Daria Saville Diana Sznajder        | Eva Lys Jule Niemeier Bernarda Pera Martina Trevisan                     |
| 30.     | 23 lipca | Hamburg European Open Hamburg WTA 250 Ceglana  | Anna Danilina Aleksandra Panowa    | 6:4, 6:2          | Miriam Kolodziejová Angela Kulikov   | Daria Saville Diana Sznajder        | Eva Lys Jule Niemeier Bernarda Pera Martina Trevisan                     |
| 30.     | 24 lipca | Ladies Open Lausanne Lozanna WTA 250 Ceglana   | Elisabetta Cocciaretto             | 7:5, 4:6, 6:4     | Clara Burel                          | Anna Bondár Diane Parry             | Elina Awanesian Ana Bogdan Alizé Cornet Tamara Zidanšek                  |
| 30.     | 24 lipca | Ladies Open Lausanne Lozanna WTA 250 Ceglana   | Anna Bondár Diane Parry            | 6:2, 6:1          | Amina Anszba Anastasia Dețiuc        | Anna Bondár Diane Parry             | Elina Awanesian Ana Bogdan Alizé Cornet Tamara Zidanšek                  |
| 30.     | 24 lipca | Poland Open Warszawa WTA 250 Twarda            | Iga Świątek                        | 6:0, 6:1          | Laura Siegemund                      | Tatjana Maria Yanina Wickmayer      | Linda Nosková Rebecca Šramková Lucrezia Stefanini Heather Watson         |
| 30.     | 24 lipca | Poland Open Warszawa WTA 250 Twarda            | Heather Watson Yanina Wickmayer    | 6:4, 6:4          | Weronika Falkowska Katarzyna Piter   | Tatjana Maria Yanina Wickmayer      | Linda Nosková Rebecca Šramková Lucrezia Stefanini Heather Watson         |
| 31.     | 31 lipca | Washington Open Waszyngton WTA 500 Twarda      | Coco Gauff                         | 6:2, 6:3          | Maria Sakari                         | Jessica Pegula Ludmiła Samsonowa    | Belinda Bencic Madison Keys Marta Kostiuk Elina Switolina                |
| 31.     | 31 lipca | Washington Open Waszyngton WTA 500 Twarda      | Laura Siegemund Wiera Zwonariowa   | 6:4, 6:4          | Alexa Guarachi Monica Niculescu      | Jessica Pegula Ludmiła Samsonowa    | Belinda Bencic Madison Keys Marta Kostiuk Elina Switolina                |
| 31.     | 31 lipca | Prague Open Praga WTA 250 Twarda               | Nao Hibino                         | 6:4, 6:1          | Linda Nosková                        | Jaqueline Cristian Tamara Korpatsch | Kateryna Baindl Alizé Cornet Tereza Martincová Anna Karolína Schmiedlová |
| 31.     | 31 lipca | Prague Open Praga WTA 250 Twarda               | Nao Hibino Oksana Kalasznikowa     | 6:7(7), 7:5, 10–3 | Quinn Gleason Elixane Lechemia       | Jaqueline Cristian Tamara Korpatsch | Kateryna Baindl Alizé Cornet Tereza Martincová Anna Karolína Schmiedlová |

### Sierpień
| Tydzień | Data        | Turniej                                       | Zwyciężczynie                     | Wynik             | Finalistki                           | Półfinalistki                 | Ćwierćfinalistki                                                 |
| ------- | ----------- | --------------------------------------------- | --------------------------------- | ----------------- | ------------------------------------ | ----------------------------- | ---------------------------------------------------------------- |
| 32.     | 7 sierpnia  | Canadian Open Montreal WTA 1000 Twarda        | Jessica Pegula                    | 6:1, 6:0          | Ludmiła Samsonowa                    | Jelena Rybakina Iga Świątek   | Belinda Bencic Danielle Collins Coco Gauff Darja Kasatkina       |
| 32.     | 7 sierpnia  | Canadian Open Montreal WTA 1000 Twarda        | Shūko Aoyama Ena Shibahara        | 6:4, 4:6, 13–11   | Desirae Krawczyk Demi Schuurs        | Jelena Rybakina Iga Świątek   | Belinda Bencic Danielle Collins Coco Gauff Darja Kasatkina       |
| 33.     | 14 sierpnia | Cincinnati Masters Cincinnati WTA 1000 Twarda | Coco Gauff                        | 6:3, 6:4          | Karolína Muchová                     | Aryna Sabalenka Iga Świątek   | Marie Bouzková Uns Dżabir Jasmine Paolini Markéta Vondroušová    |
| 33.     | 14 sierpnia | Cincinnati Masters Cincinnati WTA 1000 Twarda | Alycia Parks Taylor Townsend      | 6:7(1), 6:4, 10–6 | Nicole Melichar-Martinez Ellen Perez | Aryna Sabalenka Iga Świątek   | Marie Bouzková Uns Dżabir Jasmine Paolini Markéta Vondroušová    |
| 34.     | 20 sierpnia | Tennis in the Land Cleveland WTA 250 Twarda   | Sara Sorribes Tormo               | 3:6, 6:4, 6:4     | Jekatierina Aleksandrowa             | Tatjana Maria Zhu Lin         | Leylah Fernandez Caroline Garcia Sloane Stephens Wang Xinyu      |
| 34.     | 20 sierpnia | Tennis in the Land Cleveland WTA 250 Twarda   | Miyu Katō Aldila Sutjiadi         | 6:4, 4:7(4), 10–8 | Nicole Melichar-Martinez Ellen Perez | Tatjana Maria Zhu Lin         | Leylah Fernandez Caroline Garcia Sloane Stephens Wang Xinyu      |
| 35.–36. | 28 sierpnia | US Open Nowy Jork Wielki Szlem Twarda         | Coco Gauff                        | 2:6, 6:3, 6:2     | Aryna Sabalenka                      | Madison Keys Karolína Muchová | Sorana Cîrstea Jeļena Ostapenko Zheng Qinwen Markéta Vondroušová |
| 35.–36. | 28 sierpnia | US Open Nowy Jork Wielki Szlem Twarda         | Gabriela Dabrowski Erin Routliffe | 7:6(9), 6:3       | Laura Siegemund Wiera Zwonariowa     | Madison Keys Karolína Muchová | Sorana Cîrstea Jeļena Ostapenko Zheng Qinwen Markéta Vondroušová |
| 35.–36. | 28 sierpnia | US Open Nowy Jork Wielki Szlem Twarda         | Anna Danilina Harri Heliövaara    | 6:3, 6:4          | Jessica Pegula Austin Krajicek       | Madison Keys Karolína Muchová | Sorana Cîrstea Jeļena Ostapenko Zheng Qinwen Markéta Vondroušová |

### Wrzesień
| Tydzień | Data        | Turniej                                      | Zwyciężczynie                         | Wynik          | Finalistki                        | Półfinalistki                         | Ćwierćfinalistki                                                     |
| ------- | ----------- | -------------------------------------------- | ------------------------------------- | -------------- | --------------------------------- | ------------------------------------- | -------------------------------------------------------------------- |
| 37.     | 11 września | San Diego Open San Diego WTA 500 Twarda      | Barbora Krejčíková                    | 6:4, 2:6, 6:4  | Sofia Kenin                       | Emma Navarro Danielle Collins         | Caroline Garcia Beatriz Haddad Maia Anastasija Potapowa Maria Sakari |
| 37.     | 11 września | San Diego Open San Diego WTA 500 Twarda      | Barbora Krejčíková Kateřina Siniaková | 6:1, 6:4       | Danielle Collins Coco Vandeweghe  | Emma Navarro Danielle Collins         | Caroline Garcia Beatriz Haddad Maia Anastasija Potapowa Maria Sakari |
| 37.     | 11 września | Japan Women’s Open Osaka WTA 250 Twarda      | Ashlyn Krueger                        | 6:3, 7:6(6)    | Zhu Lin                           | Wang Xinyu Mai Hontama                | Elizabeth Mandlik Julija Putincewa Anna Kalinska Arianne Hartono     |
| 37.     | 11 września | Japan Women’s Open Osaka WTA 250 Twarda      | Anna-Lena Friedsam Nadija Kiczenok    | 7:6(3), 6:3    | Anna Kalinska Julija Putincewa    | Wang Xinyu Mai Hontama                | Elizabeth Mandlik Julija Putincewa Anna Kalinska Arianne Hartono     |
| 38.     | 18 września | Guadalajara Open Guadalajara WTA 1000 Twarda | Maria Sakari                          | 7:5, 6:3       | Caroline Dolehide                 | Caroline Garcia Sofia Kenin           | Emiliana Arango Wiktoryja Azaranka Leylah Fernandez Martina Trevisan |
| 38.     | 18 września | Guadalajara Open Guadalajara WTA 1000 Twarda | Storm Hunter Elise Mertens            | 3:6, 6:2, 10–4 | Gabriela Dabrowski Erin Routliffe | Caroline Garcia Sofia Kenin           | Emiliana Arango Wiktoryja Azaranka Leylah Fernandez Martina Trevisan |
| 38.     | 18 września | Guangzhou Open Kanton WTA 250 Twarda         | Wang Xiyu                             | 6:0, 6:2       | Magda Linette                     | Greet Minnen Julija Putincewa         | Lucia Bronzetti Viktória Hrunčáková Tatjana Maria Rebeka Masarova    |
| 38.     | 18 września | Guangzhou Open Kanton WTA 250 Twarda         | Guo Hanyu Jiang Xinyu                 | 6:3, 7:6(4)    | Eri Hozumi Makoto Ninomiya        | Greet Minnen Julija Putincewa         | Lucia Bronzetti Viktória Hrunčáková Tatjana Maria Rebeka Masarova    |
| 39.     | 25 września | Pan Pacific Open Tokio WTA 500 Twarda        | Wieronika Kudiermietowa               | 7:5, 6:1       | Jessica Pegula                    | Anastasija Pawluczenkowa Maria Sakari | Jekatierina Aleksandrowa Caroline Garcia Darja Kasatkina Iga Świątek |
| 39.     | 25 września | Pan Pacific Open Tokio WTA 500 Twarda        | Ulrikke Eikeri Ingrid Neel            | 3:6, 7:5, 10–5 | Eri Hozumi Makoto Ninomiya        | Anastasija Pawluczenkowa Maria Sakari | Jekatierina Aleksandrowa Caroline Garcia Darja Kasatkina Iga Świątek |
| 39.     | 25 września | Ningbo Open Ningbo WTA 250 Twarda            | Uns Dżabir                            | 6:2, 6:1       | Diana Sznajder                    | Brenda Fruhvirtová Nadia Podoroska    | Lucia Bronzetti Petra Kvitová Kateřina Siniaková Wiera Zwonariowa    |
| 39.     | 25 września | Ningbo Open Ningbo WTA 250 Twarda            | Laura Siegemund Wiera Zwonariowa      | 4:6, 6:3, 10–5 | Guo Hanyu Jiang Xinyu             | Brenda Fruhvirtová Nadia Podoroska    | Lucia Bronzetti Petra Kvitová Kateřina Siniaková Wiera Zwonariowa    |

### Październik
| Tydzień | Data            | Turniej                                             | Zwyciężczynie                               | Wynik               | Finalistki                               | Półfinalistki                   | Ćwierćfinalistki |
| ------- | --------------- | --------------------------------------------------- | ------------------------------------------- | ------------------- | ---------------------------------------- | ------------------------------- | --- |
| 40.     | 2 października  | China Open Pekin WTA 1000 Twarda                    | Iga Świątek                                 | 6:2, 6:2            | Ludmiła Samsonowa                        | Coco Gauff Jelena Rybakina      | Caroline Garcia Jeļena Ostapenko Aryna Sabalenka Maria Sakari                                                                        |
| 40.     | 2 października  | China Open Pekin WTA 1000 Twarda                    | Marie Bouzková Sara Sorribes Tormo          | 3:6, 6:0, 10–4      | Chan Hao-ching Giuliana Olmos            | Coco Gauff Jelena Rybakina      | Caroline Garcia Jeļena Ostapenko Aryna Sabalenka Maria Sakari                                                                        |
| 41.     | 9 października  | Zhengzhou Open Zhengzhou WTA 500 Twarda             | Zheng Qinwen                                | 2:6, 6:2, 6:4       | Barbora Krejčíková                       | Darja Kasatkina Jasmine Paolini | Łesia Curenko Uns Dżabir Anhelina Kalinina Laura Siegemund                                                                           |
| 41.     | 9 października  | Zhengzhou Open Zhengzhou WTA 500 Twarda             | Gabriela Dabrowski Erin Routliffe           | 6:2, 6:4            | Shūko Aoyama Ena Shibahara               | Darja Kasatkina Jasmine Paolini | Łesia Curenko Uns Dżabir Anhelina Kalinina Laura Siegemund                                                                           |
| 41.     | 9 października  | Hong Kong Tennis Open Hongkong WTA 250 Twarda       | Leylah Fernandez                            | 3:6, 6:4, 6:4       | Kateřina Siniaková                       | Anna Blinkowa Martina Trevisan  | Linda Fruhvirtová Elise Mertens Anastasija Pawluczenkowa Sara Sorribes Tormo                                                         |
| 41.     | 9 października  | Hong Kong Tennis Open Hongkong WTA 250 Twarda       | Tang Qianhui Tsao Chia-yi                   | 7:5, 1:6, 11–9      | Oksana Kalasznikowa Alaksandra Sasnowicz | Anna Blinkowa Martina Trevisan  | Linda Fruhvirtová Elise Mertens Anastasija Pawluczenkowa Sara Sorribes Tormo                                                         |
| 41.     | 9 października  | Korea Open Seul WTA 250 Twarda                      | Jessica Pegula                              | 6:2, 6:3            | Yuan Yue                                 | Emina Bektas Yanina Wickmayer   | Kimberly Birrell Marie Bouzková Polina Kudiermietowa Claire Liu                                                                      |
| 41.     | 9 października  | Korea Open Seul WTA 250 Twarda                      | Marie Bouzková Bethanie Mattek-Sands        | 6:2, 6:1            | Luksika Kumkhum Peangtarn Plipuech       | Emina Bektas Yanina Wickmayer   | Kimberly Birrell Marie Bouzková Polina Kudiermietowa Claire Liu                                                                      |
| 42.     | 16 października | Jiangxi Open Nanchang WTA 250 Twarda                | Kateřina Siniaková                          | 1:6, 7:6(5), 7:6(4) | Marie Bouzková                           | Leylah Fernandez Diana Sznajder | Nao Hibino Camila Osorio Alaksandra Sasnowicz Laura Siegemund                                                                        |
| 42.     | 16 października | Jiangxi Open Nanchang WTA 250 Twarda                | Laura Siegemund Wiera Zwonariowa            | 6:4, 6:2            | Eri Hozumi Makoto Ninomiya               | Leylah Fernandez Diana Sznajder | Nao Hibino Camila Osorio Alaksandra Sasnowicz Laura Siegemund                                                                        |
| 42.     | 16 października | Transylvania Open Kluż-Napoka WTA 250 Twarda (hala) | Tamara Korpatsch                            | 6:3, 6:4            | Elena-Gabriela Ruse                      | Eva Lys Rebeka Masarova         | Emiliana Arango Ana Bogdan Jekatierina Makarowa Darija Snihur                                                                        |
| 42.     | 16 października | Transylvania Open Kluż-Napoka WTA 250 Twarda (hala) | Jodie Burrage Jil Teichmann                 | 6:1, 6:4            | Léolia Jeanjean Wałerija Strachowa       | Eva Lys Rebeka Masarova         | Emiliana Arango Ana Bogdan Jekatierina Makarowa Darija Snihur                                                                        |
| 42.     | 16 października | Jasmin Open Monastyr WTA 250 Twarda                 | Elise Mertens                               | 6:3, 6:0            | Jasmine Paolini                          | Clara Burel Łesia Curenko       | Lucia Bronzetti Mai Hontama Nuria Párrizas Díaz Lucrezia Stefanini                                                                   |
| 42.     | 16 października | Jasmin Open Monastyr WTA 250 Twarda                 | Sara Errani Jasmine Paolini                 | 2:6, 7:6(4), 10–6   | Mai Hontama Natalija Stevanović          | Clara Burel Łesia Curenko       | Lucia Bronzetti Mai Hontama Nuria Párrizas Díaz Lucrezia Stefanini                                                                   |
| Tydzień | Data            | Turniej                                             | Zwyciężczynie                               | Wynik               | Finalistki                               | Półfinalistki                   | Faza grupowa |
| 43.     | 24 października | WTA Elite Trophy Zhuhai WTA Championships Twarda    | Beatriz Haddad Maia                         | 7:6(11), 7:6(4)     | Zheng Qinwen                             | Darja Kasatkina Zhu Lin         | Caroline Garcia Madison Keys Barbora Krejčíková Wieronika Kudiermietowa Magda Linette Jeļena Ostapenko Ludmiła Samsonowa Donna Vekić |
| 43.     | 24 października | WTA Elite Trophy Zhuhai WTA Championships Twarda    | Beatriz Haddad Maia Wieronika Kudiermietowa | 6:3, 6:3            | Miyu Katō Aldila Sutjiadi                | Darja Kasatkina Zhu Lin         | Caroline Garcia Madison Keys Barbora Krejčíková Wieronika Kudiermietowa Magda Linette Jeļena Ostapenko Ludmiła Samsonowa Donna Vekić |
| 44.     | 30 października | WTA Finals Cancún WTA Championships Twarda          | Iga Świątek                                 | 6:1, 6:0            | Jessica Pegula                           | Coco Gauff Aryna Sabalenka      | Uns Dżabir Jelena Rybakina Maria Sakari Markéta Vondroušová                                                                          |
| 44.     | 30 października | WTA Finals Cancún WTA Championships Twarda          | Laura Siegemund Wiera Zwonariowa            | 6:4, 6:4            | Nicole Melichar-Martinez Ellen Perez     | Coco Gauff Aryna Sabalenka      | Uns Dżabir Jelena Rybakina Maria Sakari Markéta Vondroušová                                                                          |

### Listopad
| Tydzień | Data        | Turniej                                       | Zwyciężczynie | Wynik | Finalistki | Półfinalistki     | Ćwierćfinalistki |
| ------- | ----------- | --------------------------------------------- | ------------- | ----- | ---------- | ----------------- | ---------------- |
| 45.     | 6 listopada | Puchar Billie Jean King Sewilla Twarda (hala) | Kanada        | 2–0   | Włochy     | Czechy · Słowenia |                  |

## Wielki Szlem
| Turniej         | Gra pojedyncza      | Gra podwójna                          | Gra mieszana                   |
| Australian Open | Aryna Sabalenka     | Barbora Krejčíková Kateřina Siniaková | Luisa Stefani Rafael Matos     |
| French Open     | Iga Świątek         | Hsieh Su-wei Wang Xinyu               | Miyu Katō Tim Pütz             |
| Wimbledon       | Markéta Vondroušová | Hsieh Su-wei Barbora Strýcová         | Ludmyła Kiczenok Mate Pavić    |
| US Open         | Coco Gauff          | Gabriela Dabrowski Erin Routliffe     | Anna Danilina Harri Heliövaara |

## Wygrane turnieje

### Klasyfikacja tenisistek
| Wygrane | Zawodniczka                | Wielki Szlem | Wielki Szlem | Wielki Szlem | WTA Finals | WTA Finals | WTA 1000 (obowiązkowe) | WTA 1000 (obowiązkowe) | WTA 1000 (nieobowiązkowe) | WTA 1000 (nieobowiązkowe) | WTA 500 | WTA 500 | WTA 250 | WTA 250 | Łącznie | Łącznie | Łącznie |
| Wygrane | Zawodniczka                | S            | D            | M            | S          | D          | S                      | D                      | S                         | D                         | S       | D       | S       | D       | S       | D       | M       |
| ------- | -------------------------- | ------------ | ------------ | ------------ | ---------- | ---------- | ---------------------- | ---------------------- | ------------------------- | ------------------------- | ------- | ------- | ------- | ------- | ------- | ------- | ------- |
| 6       | Iga Świątek                | 1            |              |              | 1          |            | 1                      |                        |                           |                           | 2       |         | 1       |         | 6       | 0       | 0       |
| 6       | Coco Gauff                 | 1            |              |              |            |            |                        | 1                      | 1                         |                           | 1       | 1       | 1       |         | 4       | 2       | 0       |
| 6       | Barbora Krejčíková         |              | 1            |              |            |            |                        | 1                      | 1                         |                           | 1       | 1       |         | 1       | 2       | 4       | 0       |
| 5       | Kateřina Siniaková         |              | 1            |              |            |            |                        | 1                      |                           |                           |         | 1       | 2       |         | 2       | 3       | 0       |
| 5       | Laura Siegemund            |              |              |              |            | 1          |                        |                        |                           |                           |         | 1       |         | 3       | 0       | 5       | 0       |
| 4       | Luisa Stefani              |              |              | 1            |            |            |                        |                        |                           |                           |         | 3       |         |         | 0       | 3       | 1       |
| 4       | Wiera Zwonariowa           |              |              |              |            | 1          |                        |                        |                           |                           |         | 1       |         | 2       | 0       | 4       | 0       |
| 4       | Jessica Pegula             |              |              |              |            |            |                        | 1                      | 1                         |                           |         | 1       | 1       |         | 2       | 2       | 0       |
| 3       | Aryna Sabalenka            | 1            |              |              |            |            | 1                      |                        |                           |                           | 1       |         |         |         | 3       | 0       | 0       |
| 3       | Erin Routliffe             |              | 1            |              |            |            |                        |                        |                           |                           |         | 1       |         | 1       | 0       | 3       | 0       |
| 3       | Miyu Katō                  |              |              | 1            |            |            |                        |                        |                           |                           |         |         |         | 2       | 0       | 2       | 1       |
| 3       | Beatriz Haddad Maia        |              |              |              | 1          | 1          |                        | 1                      |                           |                           |         |         |         |         | 1       | 2       | 0       |
| 3       | Wieronika Kudiermietowa    |              |              |              |            | 1          |                        |                        |                           | 1                         | 1       |         |         |         | 1       | 2       | 0       |
| 3       | Elise Mertens              |              |              |              |            |            |                        | 1                      |                           | 1                         |         |         | 1       |         | 1       | 2       | 0       |
| 3       | Taylor Townsend            |              |              |              |            |            |                        |                        |                           | 1                         |         | 2       |         |         | 0       | 3       | 0       |
| 3       | Desirae Krawczyk           |              |              |              |            |            |                        |                        |                           |                           |         | 3       |         |         | 0       | 3       | 0       |
| 3       | Aldila Sutjiadi            |              |              |              |            |            |                        |                        |                           |                           |         |         |         | 3       | 0       | 3       | 0       |
| 2       | Hsieh Su-wei               |              | 2            |              |            |            |                        |                        |                           |                           |         |         |         |         | 0       | 2       | 0       |
| 2       | Gabriela Dabrowski         |              | 1            |              |            |            |                        |                        |                           |                           |         | 1       |         |         | 0       | 2       | 0       |
| 2       | Anna Danilina              |              |              | 1            |            |            |                        |                        |                           |                           |         |         |         | 1       | 0       | 1       | 1       |
| 2       | Jelena Rybakina            |              |              |              |            |            | 2                      |                        |                           |                           |         |         |         |         | 2       | 0       | 0       |
| 2       | Petra Kvitová              |              |              |              |            |            | 1                      |                        |                           |                           | 1       |         |         |         | 2       | 0       | 0       |
| 2       | Storm Hunter               |              |              |              |            |            |                        | 1                      |                           | 1                         |         |         |         |         | 0       | 2       | 0       |
| 2       | Marie Bouzková             |              |              |              |            |            |                        | 1                      |                           |                           |         |         |         | 1       | 0       | 2       | 0       |
| 2       | Alycia Parks               |              |              |              |            |            |                        |                        |                           | 1                         |         |         | 1       |         | 1       | 1       | 0       |
| 2       | Shūko Aoyama               |              |              |              |            |            |                        |                        |                           | 1                         |         |         |         | 1       | 0       | 2       | 0       |
| 2       | Ena Shibahara              |              |              |              |            |            |                        |                        |                           | 1                         |         |         |         | 1       | 0       | 2       | 0       |
| 2       | Belinda Bencic             |              |              |              |            |            |                        |                        |                           |                           | 2       |         |         |         | 2       | 0       | 0       |
| 2       | Uns Dżabir                 |              |              |              |            |            |                        |                        |                           |                           | 1       |         | 1       |         | 2       | 0       | 0       |
| 2       | Zheng Qinwen               |              |              |              |            |            |                        |                        |                           |                           | 1       |         | 1       |         | 2       | 0       | 0       |
| 2       | Demi Schuurs               |              |              |              |            |            |                        |                        |                           |                           |         | 2       |         |         | 0       | 2       | 0       |
| 2       | Ulrikke Eikeri             |              |              |              |            |            |                        |                        |                           |                           |         | 1       |         | 1       | 0       | 2       | 0       |
| 2       | Ingrid Neel                |              |              |              |            |            |                        |                        |                           |                           |         | 1       |         | 1       | 0       | 2       | 0       |
| 2       | Nao Hibino                 |              |              |              |            |            |                        |                        |                           |                           |         |         | 1       | 1       | 1       | 1       | 0       |
| 2       | Marta Kostiuk              |              |              |              |            |            |                        |                        |                           |                           |         |         | 1       | 1       | 1       | 1       | 0       |
| 2       | Diane Parry                |              |              |              |            |            |                        |                        |                           |                           |         |         |         | 2       | 0       | 2       | 0       |
| 2       | Jana Sizikowa              |              |              |              |            |            |                        |                        |                           |                           |         |         |         | 2       | 0       | 2       | 0       |
| 1       | Markéta Vondroušová        | 1            |              |              |            |            |                        |                        |                           |                           |         |         |         |         | 1       | 0       | 0       |
| 1       | Barbora Strýcová           |              | 1            |              |            |            |                        |                        |                           |                           |         |         |         |         | 0       | 1       | 0       |
| 1       | Wang Xinyu                 |              | 1            |              |            |            |                        |                        |                           |                           |         |         |         |         | 0       | 1       | 0       |
| 1       | Ludmyła Kiczenok           |              |              | 1            |            |            |                        |                        |                           |                           |         |         |         |         | 0       | 0       | 1       |
| 1       | Wiktoryja Azaranka         |              |              |              |            |            |                        | 1                      |                           |                           |         |         |         |         | 0       | 1       | 0       |
| 1       | Sara Sorribes Tormo        |              |              |              |            |            |                        | 1                      |                           |                           |         |         |         |         | 0       | 1       | 0       |
| 1       | Maria Sakari               |              |              |              |            |            |                        |                        | 1                         |                           |         |         |         |         | 1       | 0       | 0       |
| 1       | Ludmiła Samsonowa          |              |              |              |            |            |                        |                        |                           | 1                         |         |         |         |         | 0       | 1       | 0       |
| 1       | Madison Keys               |              |              |              |            |            |                        |                        |                           |                           | 1       |         |         |         | 1       | 0       | 0       |
| 1       | Danielle Collins           |              |              |              |            |            |                        |                        |                           |                           |         | 1       |         |         | 0       | 1       | 0       |
| 1       | Caroline Garcia            |              |              |              |            |            |                        |                        |                           |                           |         | 1       |         |         | 0       | 1       | 0       |
| 1       | Asia Muhammad              |              |              |              |            |            |                        |                        |                           |                           |         | 1       |         |         | 0       | 1       | 0       |
| 1       | Zhang Shuai                |              |              |              |            |            |                        |                        |                           |                           |         | 1       |         |         | 0       | 1       | 0       |
| 1       | Jekatierina Aleksandrowa   |              |              |              |            |            |                        |                        |                           |                           |         |         | 1       |         | 1       | 0       | 0       |
| 1       | Katie Boulter              |              |              |              |            |            |                        |                        |                           |                           |         |         | 1       |         | 1       | 0       | 0       |
| 1       | Lucia Bronzetti            |              |              |              |            |            |                        |                        |                           |                           |         |         | 1       |         | 1       | 0       | 0       |
| 1       | Elisabetta Cocciaretto     |              |              |              |            |            |                        |                        |                           |                           |         |         | 1       |         | 1       | 0       | 0       |
| 1       | Lauren Davis               |              |              |              |            |            |                        |                        |                           |                           |         |         | 1       |         | 1       | 0       | 0       |
| 1       | Leylah Fernandez           |              |              |              |            |            |                        |                        |                           |                           |         |         | 1       |         | 1       | 0       | 0       |
| 1       | Camila Giorgi              |              |              |              |            |            |                        |                        |                           |                           |         |         | 1       |         | 1       | 0       | 0       |
| 1       | Tamara Korpatsch           |              |              |              |            |            |                        |                        |                           |                           |         |         | 1       |         | 1       | 0       | 0       |
| 1       | Ashlyn Krueger             |              |              |              |            |            |                        |                        |                           |                           |         |         | 1       |         | 1       | 0       | 0       |
| 1       | Tatjana Maria              |              |              |              |            |            |                        |                        |                           |                           |         |         | 1       |         | 1       | 0       | 0       |
| 1       | Jeļena Ostapenko           |              |              |              |            |            |                        |                        |                           |                           |         |         | 1       |         | 1       | 0       | 0       |
| 1       | Anastasija Potapowa        |              |              |              |            |            |                        |                        |                           |                           |         |         | 1       |         | 1       | 0       | 0       |
| 1       | Arantxa Rus                |              |              |              |            |            |                        |                        |                           |                           |         |         | 1       |         | 1       | 0       | 0       |
| 1       | Sara Sorribes Tormo        |              |              |              |            |            |                        |                        |                           |                           |         |         | 1       |         | 1       | 0       | 0       |
| 1       | Elina Switolina            |              |              |              |            |            |                        |                        |                           |                           |         |         | 1       |         | 1       | 0       | 0       |
| 1       | Marija Timofiejewa         |              |              |              |            |            |                        |                        |                           |                           |         |         | 1       |         | 1       | 0       | 0       |
| 1       | Donna Vekić                |              |              |              |            |            |                        |                        |                           |                           |         |         | 1       |         | 1       | 0       | 0       |
| 1       | Wang Xiyu                  |              |              |              |            |            |                        |                        |                           |                           |         |         | 1       |         | 1       | 0       | 0       |
| 1       | Zhu Lin                    |              |              |              |            |            |                        |                        |                           |                           |         |         | 1       |         | 1       | 0       | 0       |
| 1       | Jodie Burrage              |              |              |              |            |            |                        |                        |                           |                           |         |         |         | 1       | 0       | 1       | 0       |
| 1       | Anna Bondár                |              |              |              |            |            |                        |                        |                           |                           |         |         |         | 1       | 0       | 1       | 0       |
| 1       | Cristina Bucșa             |              |              |              |            |            |                        |                        |                           |                           |         |         |         | 1       | 0       | 1       | 0       |
| 1       | Irina Chromaczowa          |              |              |              |            |            |                        |                        |                           |                           |         |         |         | 1       | 0       | 1       | 0       |
| 1       | Chan Hao-ching             |              |              |              |            |            |                        |                        |                           |                           |         |         |         | 1       | 0       | 1       | 0       |
| 1       | Nateła Dzałamidze          |              |              |              |            |            |                        |                        |                           |                           |         |         |         | 1       | 0       | 1       | 0       |
| 1       | Sara Errani                |              |              |              |            |            |                        |                        |                           |                           |         |         |         | 1       | 0       | 1       | 0       |
| 1       | Kirsten Flipkens           |              |              |              |            |            |                        |                        |                           |                           |         |         |         | 1       | 0       | 1       | 0       |
| 1       | Anna-Lena Friedsam         |              |              |              |            |            |                        |                        |                           |                           |         |         |         | 1       | 0       | 1       | 0       |
| 1       | Ingrid Gamarra Martins     |              |              |              |            |            |                        |                        |                           |                           |         |         |         | 1       | 0       | 1       | 0       |
| 1       | Guo Hanyu                  |              |              |              |            |            |                        |                        |                           |                           |         |         |         | 1       | 0       | 1       | 0       |
| 1       | Viktória Hrunčáková        |              |              |              |            |            |                        |                        |                           |                           |         |         |         | 1       | 0       | 1       | 0       |
| 1       | Jiang Xinyu                |              |              |              |            |            |                        |                        |                           |                           |         |         |         | 1       | 0       | 1       | 0       |
| 1       | Oksana Kalasznikowa        |              |              |              |            |            |                        |                        |                           |                           |         |         |         | 1       | 0       | 1       | 0       |
| 1       | Nadija Kiczenok            |              |              |              |            |            |                        |                        |                           |                           |         |         |         | 1       | 0       | 1       | 0       |
| 1       | Yuliana Lizarazo           |              |              |              |            |            |                        |                        |                           |                           |         |         |         | 1       | 0       | 1       | 0       |
| 1       | Lidzija Marozawa           |              |              |              |            |            |                        |                        |                           |                           |         |         |         | 1       | 0       | 1       | 0       |
| 1       | Bethanie Mattek-Sands      |              |              |              |            |            |                        |                        |                           |                           |         |         |         | 1       | 0       | 1       | 0       |
| 1       | Catherine McNally          |              |              |              |            |            |                        |                        |                           |                           |         |         |         | 1       | 0       | 1       | 0       |
| 1       | Aleksandra Panowa          |              |              |              |            |            |                        |                        |                           |                           |         |         |         | 1       | 0       | 1       | 0       |
| 1       | Jasmine Paolini            |              |              |              |            |            |                        |                        |                           |                           |         |         |         | 1       | 0       | 1       | 0       |
| 1       | María Paulina Pérez García |              |              |              |            |            |                        |                        |                           |                           |         |         |         | 1       | 0       | 1       | 0       |
| 1       | Katarzyna Piter            |              |              |              |            |            |                        |                        |                           |                           |         |         |         | 1       | 0       | 1       | 0       |
| 1       | Sabrina Santamaria         |              |              |              |            |            |                        |                        |                           |                           |         |         |         | 1       | 0       | 1       | 0       |
| 1       | Bibiane Schoofs            |              |              |              |            |            |                        |                        |                           |                           |         |         |         | 1       | 0       | 1       | 0       |
| 1       | Fanny Stollár              |              |              |              |            |            |                        |                        |                           |                           |         |         |         | 1       | 0       | 1       | 0       |
| 1       | Iryna Szymanowicz          |              |              |              |            |            |                        |                        |                           |                           |         |         |         | 1       | 0       | 1       | 0       |
| 1       | Tang Qianhui               |              |              |              |            |            |                        |                        |                           |                           |         |         |         | 1       | 0       | 1       | 0       |
| 1       | Jil Teichmann              |              |              |              |            |            |                        |                        |                           |                           |         |         |         | 1       | 0       | 1       | 0       |
| 1       | Tsao Chia-yi               |              |              |              |            |            |                        |                        |                           |                           |         |         |         | 1       | 0       | 1       | 0       |
| 1       | Heather Watson             |              |              |              |            |            |                        |                        |                           |                           |         |         |         | 1       | 0       | 1       | 0       |
| 1       | Yanina Wickmayer           |              |              |              |            |            |                        |                        |                           |                           |         |         |         | 1       | 0       | 1       | 0       |
| 1       | Wu Fang-hsien              |              |              |              |            |            |                        |                        |                           |                           |         |         |         | 1       | 0       | 1       | 0       |
| 1       | Xu Yifan                   |              |              |              |            |            |                        |                        |                           |                           |         |         |         | 1       | 0       | 1       | 0       |
| 1       | Yang Zhaoxuan              |              |              |              |            |            |                        |                        |                           |                           |         |         |         | 1       | 0       | 1       | 0       |
| 1       | Kimberley Zimmermann       |              |              |              |            |            |                        |                        |                           |                           |         |         |         | 1       | 0       | 1       | 0       |

### Klasyfikacja państw
| Wygrane | Państwo           | Wielki Szlem | Wielki Szlem | Wielki Szlem | WTA Finals | WTA Finals | WTA 1000 (obowiązkowe) | WTA 1000 (obowiązkowe) | WTA 1000 (nieobowiązkowe) | WTA 1000 (nieobowiązkowe) | WTA 500 | WTA 500 | WTA 250 | WTA 250 | Łącznie | Łącznie | Łącznie |
| Wygrane | Państwo           | S            | D            | M            | S          | D          | S                      | D                      | S                         | D                         | S       | D       | S       | D       | S       | D       | M       |
| ------- | ----------------- | ------------ | ------------ | ------------ | ---------- | ---------- | ---------------------- | ---------------------- | ------------------------- | ------------------------- | ------- | ------- | ------- | ------- | ------- | ------- | ------- |
| 26      | Stany Zjednoczone | 1            |              |              |            |            |                        | 2                      | 2                         | 2                         | 2       | 9       | 5       | 3       | 10      | 16      | 0       |
| 17      | Czechy            | 1            | 3            |              |            |            | 1                      | 3                      | 1                         |                           | 2       | 2       | 2       | 2       | 7       | 10      | 0       |
| 11      | Chiny             |              | 1            |              |            |            |                        |                        |                           |                           | 1       | 1       | 3       | 5       | 4       | 7       | 0       |
| 9       | Japonia           |              |              | 1            |            |            |                        |                        |                           |                           |         | 2       | 1       | 5       | 1       | 7       | 1       |
| 8       | Brazylia          |              |              | 1            | 1          | 1          |                        | 1                      |                           |                           |         | 3       |         | 1       | 1       | 6       | 1       |
| 8       | Niemcy            |              |              |              |            | 1          |                        |                        |                           |                           |         | 1       | 2       | 4       | 2       | 6       | 0       |
| 7       | Polska            | 1            |              |              | 1          |            | 1                      |                        |                           |                           | 2       |         | 1       | 1       | 6       | 1       | 0       |
| 6       | Belgia            |              |              |              |            |            |                        | 1                      |                           | 1                         |         |         | 1       | 3       | 1       | 5       | 0       |
| 5       | Chińskie Tajpej   |              | 2            |              |            |            |                        |                        |                           |                           |         |         |         | 3       | 0       | 5       | 0       |
| 5       | Ukraina           |              |              | 1            |            |            |                        |                        |                           |                           |         |         | 2       | 2       | 2       | 2       | 1       |
| 5       | Włochy            |              |              |              |            |            |                        |                        |                           |                           |         |         | 3       | 2       | 3       | 2       | 0       |
| 4       | Kazachstan        |              |              | 1            |            |            | 2                      |                        |                           |                           |         |         |         | 1       | 2       | 1       | 1       |
| 4       | Holandia          |              |              |              |            |            |                        |                        |                           |                           |         | 2       | 1       | 1       | 1       | 3       | 0       |
| 3       | Kanada            |              | 1            |              |            |            |                        |                        |                           |                           |         | 1       | 1       |         | 1       | 2       | 0       |
| 3       | Nowa Zelandia     |              | 1            |              |            |            |                        |                        |                           |                           |         | 1       |         | 1       | 0       | 2       | 1       |
| 3       | Hiszpania         |              |              |              |            |            |                        | 1                      |                           |                           |         |         | 1       | 1       | 1       | 2       | 0       |
| 3       | Szwajcaria        |              |              |              |            |            |                        |                        |                           |                           | 2       |         |         | 1       | 2       | 1       | 0       |
| 3       | Francja           |              |              |              |            |            |                        |                        |                           |                           |         | 1       |         | 2       | 0       | 3       | 0       |
| 3       | Indonezja         |              |              |              |            |            |                        |                        |                           |                           |         |         |         | 3       | 0       | 3       | 0       |
| 2       | Australia         |              |              |              |            |            |                        | 1                      |                           | 1                         |         |         |         |         | 0       | 2       | 0       |
| 2       | Tunezja           |              |              |              |            |            |                        |                        |                           |                           | 1       |         | 1       |         | 2       | 0       | 0       |
| 2       | Estonia           |              |              |              |            |            |                        |                        |                           |                           |         | 1       |         | 1       | 0       | 2       | 0       |
| 2       | Norwegia          |              |              |              |            |            |                        |                        |                           |                           |         | 1       |         | 1       | 0       | 2       | 0       |
| 2       | Wielka Brytania   |              |              |              |            |            |                        |                        |                           |                           |         |         | 1       | 1       | 1       | 1       | 0       |
| 2       | Gruzja            |              |              |              |            |            |                        |                        |                           |                           |         |         |         | 2       | 0       | 2       | 0       |
| 2       | Kolumbia          |              |              |              |            |            |                        |                        |                           |                           |         |         |         | 2       | 0       | 2       | 0       |
| 2       | Węgry             |              |              |              |            |            |                        |                        |                           |                           |         |         |         | 2       | 0       | 2       | 0       |
| 1       | Grecja            |              |              |              |            |            |                        |                        | 1                         |                           |         |         |         |         | 1       | 0       | 0       |
| 1       | Chorwacja         |              |              |              |            |            |                        |                        |                           |                           |         |         | 1       |         | 1       | 0       | 0       |
| 1       | Łotwa             |              |              |              |            |            |                        |                        |                           |                           |         |         | 1       |         | 1       | 0       | 0       |
| 1       | Słowacja          |              |              |              |            |            |                        |                        |                           |                           |         |         |         | 1       | 0       | 1       | 0       |

## Obronione tytuły
Gra pojedyncza
- Iga Świątek – Doha, Stuttgart, French Open
- Tatjana Maria – Bogota
- Jekatierina Aleksandrowa – ’s-Hertogenbosch

Gra podwójna
- Barbora Krejčíková – Australian Open
- Kateřina Siniaková – Australian Open
- Coco Gauff – Doha
- Jessica Pegula – Doha
- Wieronika Kudiermietowa – Dubaj
- Desirae Krawczyk – Stuttgart
- Demi Schuurs – Stuttgart
- Kimberley Zimmermann – Palermo